# LaMark Carter
LaMark Carter (Estados Unidos, 23 de agosto de 1970) es un atleta estadounidense retirado especializado en la prueba de triple salto, en la que consiguió ser subcampeón mundial en pista cubierta en 1999.

## Carrera deportiva
En el Campeonato Mundial de Atletismo en Pista Cubierta de 1999 ganó la medalla de plata en el triple salto, con un salto de 16.98 metros, tras el alemán Charles Friedek (oro con 17.18 metros) y por delante del húngaro Zsolt Czingler (bronce también con 16.98 metros).